# Romeo Benetti
Romeo Benetti (Albaredo d'Adige, 20 d'octubre de 1945) és un exfutbolista italià de la dècada de 1970.

## Trajectòria esportiva
Fou un centrecampista italià pioner en el futbol dur i defensiu. Format a la ciutat de Bozen, el 1968 fitxà per la Juventus. A continuació jugà una temporada a la Sampdoria. El 1970 fitxà pel Milan, club on romangué sis temporades. El 1971 debutà amb la selecció catalana de futbol. El 1976 va retornar a la Juventus on guanyà l'Scudetto els anys 1977 i 1978. Acabà la seva carrera a l'AS Roma el 1979. Amb la selecció italiana disputà 55 partits i disputà els mundials de 1974 i 1978.

## Palmarès
- Recopa d'Europa de futbol:
  - 1972-73
- Copa de la UEFA:
  - 1976-77
- Lliga italiana de futbol:
  - 1976-77, 1977-78
- Copa italiana de futbol:
  - 1971-72, 1972-73, 1978-79, 1979-80, 1980-81